# Blancmange (musikgrupp)
Blancmange är ett brittiskt synthpopband bildat 1979 av Neil Arthur och Stephen Luscombe. De hade störst framgång under 1980-talets första hälft och hade tre stora hitsinglar med låtarna "Living on the Ceiling" (1982), "Blind Vision" (1983) och "Don't Tell Me" (1984). Stephen Luscombe lämnade bandet 2010 på grund av hälsoproblem.
Efter ett uppehåll på ett kvarts sekel släppte Blancmange sitt fjärde studioalbum Blanc Burn 7 mars 2011.
Singeln "Drive Me" släpptes 13 februari 2011. Den 9 mars 2015 släpptes huvudsingeln "Paddington" till bandets femte studioalbum Semi Detached, som släpptes den 23 mars samma år.

## Diskografi
Studioalbum
- 1982 Happy Families
- 1984 Mange Tout
- 1985 Believe You Me
- 2011 Blanc Burn
- 2014 Happy Families Too...
- 2015 Semi Detached
- 2015 Nil by Mouth
- 2016 Commuter 23
- 2017 Unfurnished Rooms
- 2018 Wanderlust

Samlingsalbum
- 1990 Second Helpings
- 1992 Heaven Knows
- 1994 The Third Course
- 1996 Best of Blancmange
- 2006 The Platinum Collection
- 2011 21st Century Remixed Part 1 ...to be continued
- 2012 The Very Best Of Blancmange

EPs
- 1980 Irene & Mavis
- 2011 21st Century Blanc Remixes Part 1
- 2013 Irene & Mavis (limited edition vinyl 10")

Singlar (topp 40 på UK Singles Chart)
- 1982 "God's Kitchen/I've Seen the Word"
- 1982 "Feel Me"
- 1982 "Living on the Ceiling" (#7)
- 1983 "Waves" (#19)
- 1983 "Blind Vision" (#10)
- 1983 "That's Love That It Is" (#33)
- 1984 "Don't Tell Me" (#8)
- 1984 "The Day Before You Came" (#22)
- 1985 "What's Your Problem?" (#40)
- 1985 "Lose Your Love"
- 1986 "I Can See It"
- 2011 "Drive Me"
- 2015 "Paddington"
- 2015 "Useless"
- 2015 "I Want More"